# Músculo tibial anterior
El tibial anterior es un músculo grueso y anterior de la pierna que parte de los dos-tercios superiores de la cara lateral o externa de la tibia y termina en el hueso cuneiforme medial y los primeros metatarsos del pie. El músculo es el más interno de los músculos del compartimento anterior de la pierna.

## Trayecto
El músculo tibial anterior está situado en la parte lateral o externa de la tibia. Parte del cóndilo lateral y de los 2/3 superiores de la superficie superior del cuerpo de la tibia. Ciertas fibras también nacen de la porción adyacente de la membrana interósea, de la superficie profunda de la fascia y del tabique intermuscular que existe entre el mismo tibial anterior y el músculo extensor largo de los dedos.
Las fibras musculares originadas en toda la extensión del hueso de la pierna siguen un trayecto descendente, y tienen sus terminaciones a la parte superior de un tendón que aparece en el tercio medio de la pierna.
De sus varios puntos de partida, el músculo toma una forma fusiforme con fibras relativamente paralelas al plano de su inserción, terminan en un tendón que comienza en la porción anterior e interna del aspecto dorsal del pie, cerca del tobillo. Luego de recorrer los compartimentos más internos de los ligamentos crural transverso y crural cruciado, se inserta en la superficie medial o interna del hueso cuneiforme medial y en la base del hueso primer metatarso.
En su trayecto, el músculo solapa a los vasos tibiales anteriores y al nervio peroneal, en especial en la porción superior de la pierna.

### Variaciones
Una porción con fibras profundas del músculo ocasionalmente se ve insertada en el hueso astrágalo de la parte posterior del pie. Otras haces tendinosas pueden pasar hasta la base del primer metatarsiano o la base de la primera falange del dedo gordo del pie.
Un pequeño músculo llamado tibiofacial anterior sale de la porción baja o inferior de la tibia hasta el ligamento transverso o hacia el ligamento crural e incluso hasta la facia profunda.

## Acciones
La contracción del tibial anterior estabiliza el tobillo, en particular durante el momento en que el pie hace contacto con el suelo durante la fase de contacto del caminar y luego actúa levantando al pie del suelo cuando la pierna se alza al caminar, evitando arrastrar la punta del pie. Funciona también para afirmar el tobillo en acciones como el patear un balón con la punta del pie.
Cuando el pie está sobre el suelo, el tibial anterior ayuda a balancear la pierna para mantenerla vertical, aun en tierra desigual o durante la marcha. De modo que los movimientos del tibial anterior son esencialmente flexión dorsal e inversión del pie. Los músculos flexores de la planta del pie son antagonistas del tibial anterior, como el sóleo o los gemelos.

## Imágenes adicionales

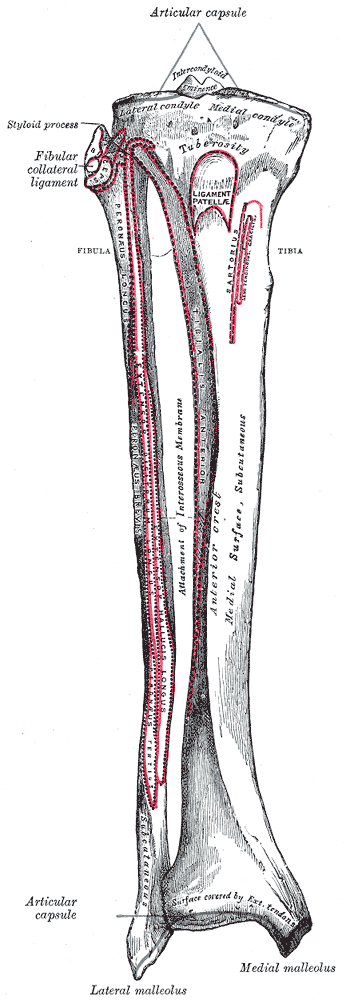
Inserción del tibial anterior en la parte sombreada de la tibia.
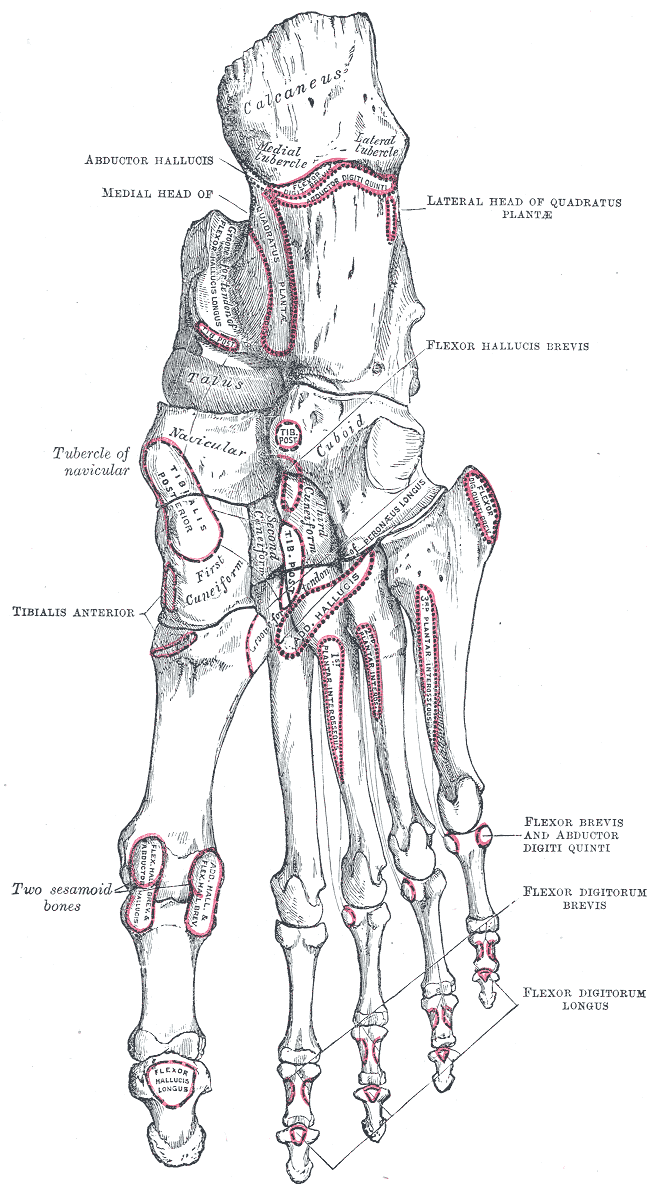
Inserción final del tibial anterior en el centro y a la izquierda.
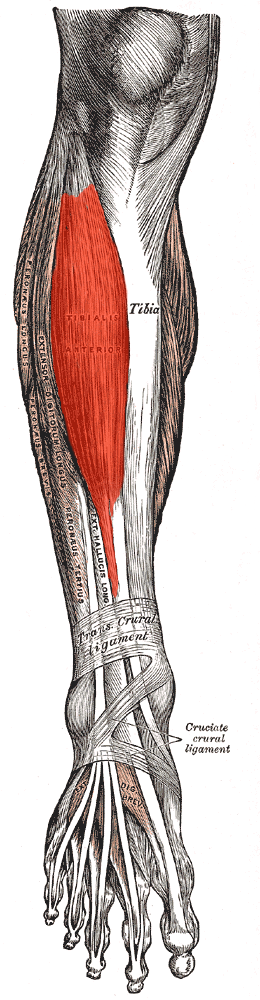
Tibial anterior coloreada de rojo y su relación con la pierna.
Sección de la pierna mostrando el tibial anterior en el compartimento de la pierna.
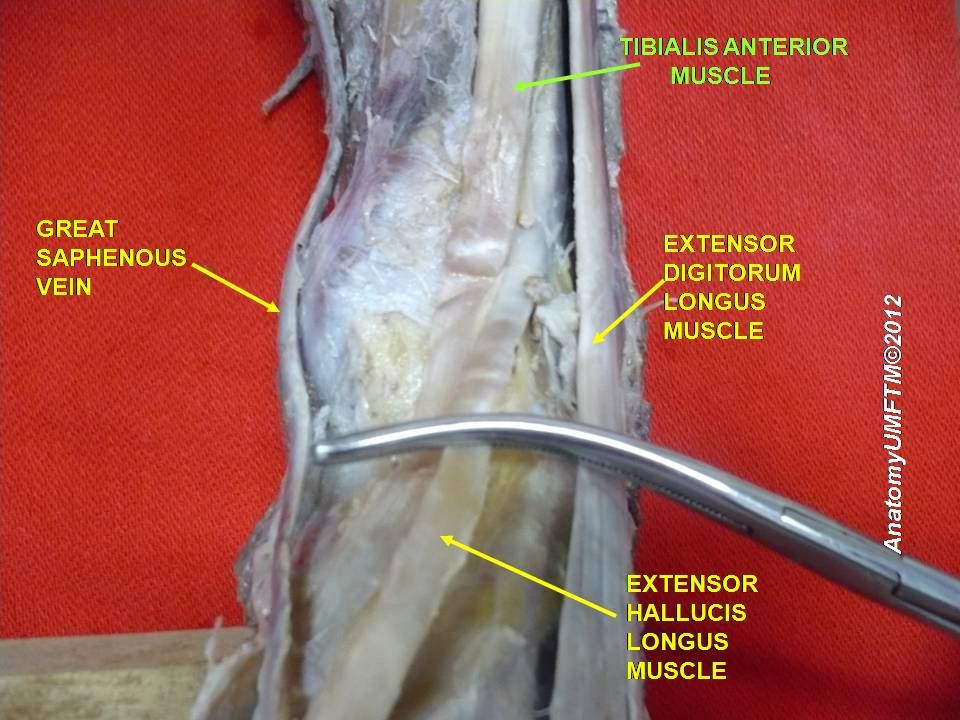
Disección del músculo tibial anterior (pierna humana).
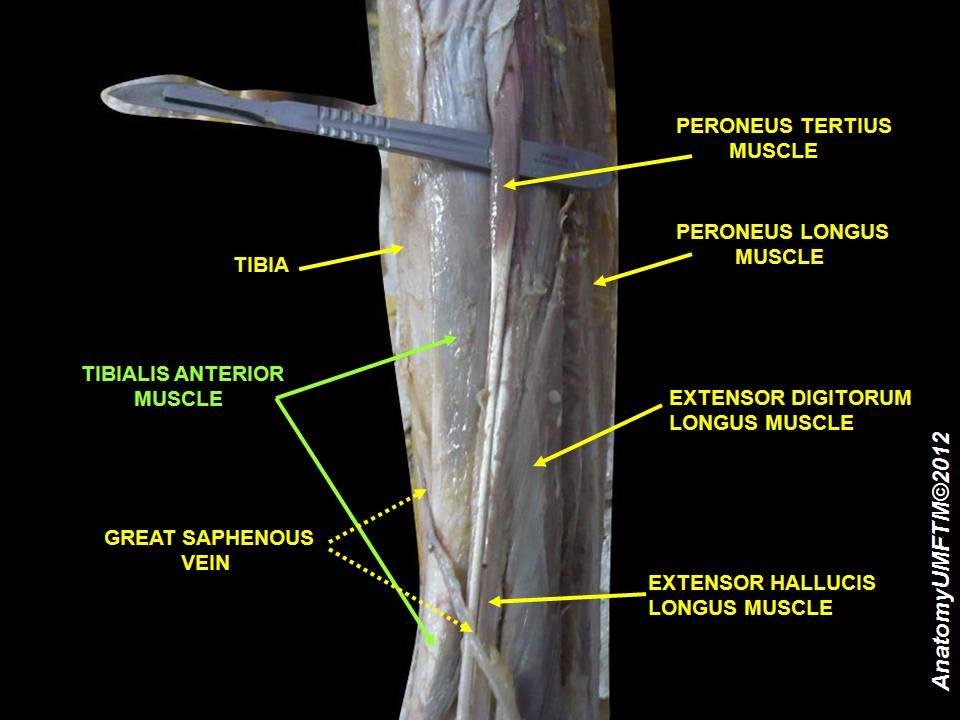
Músculo tibial anterior.
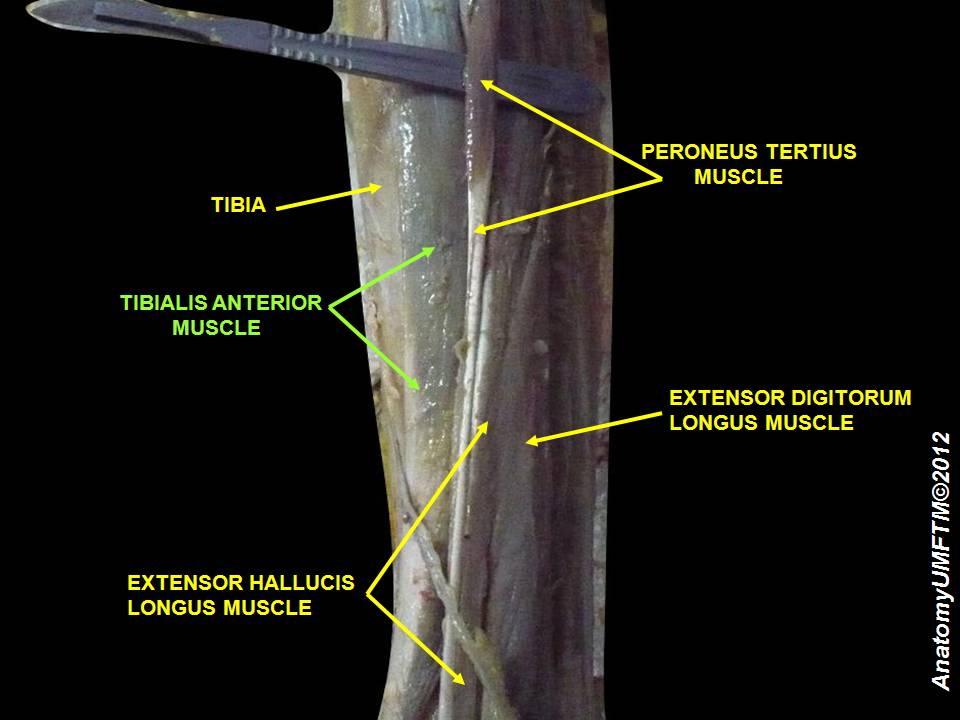
Músculo tibial anterior.
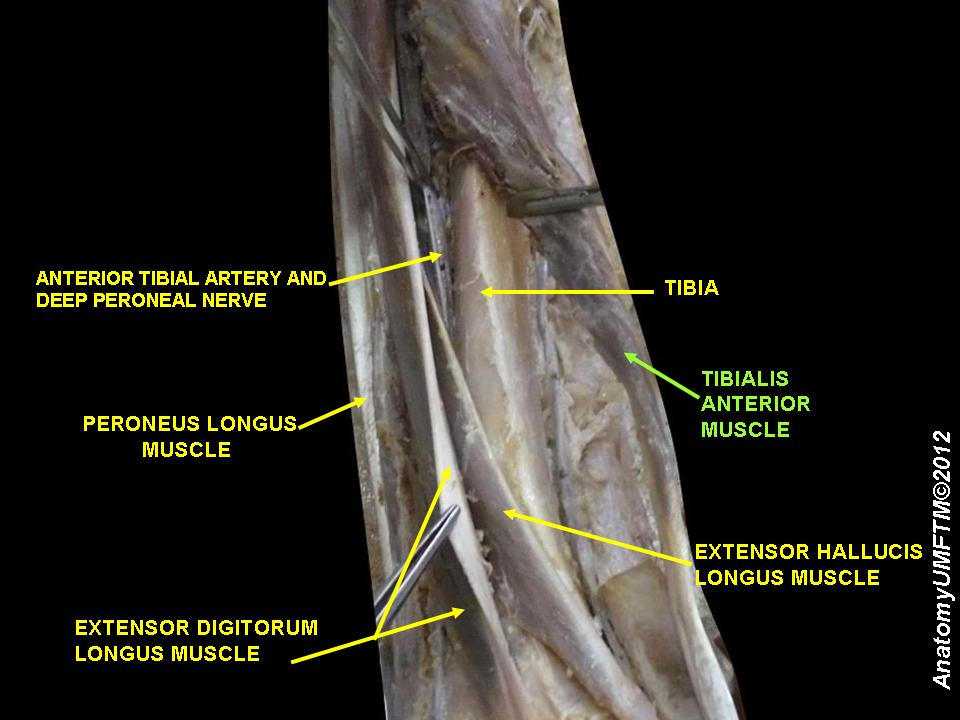
Músculo tibial anterior.
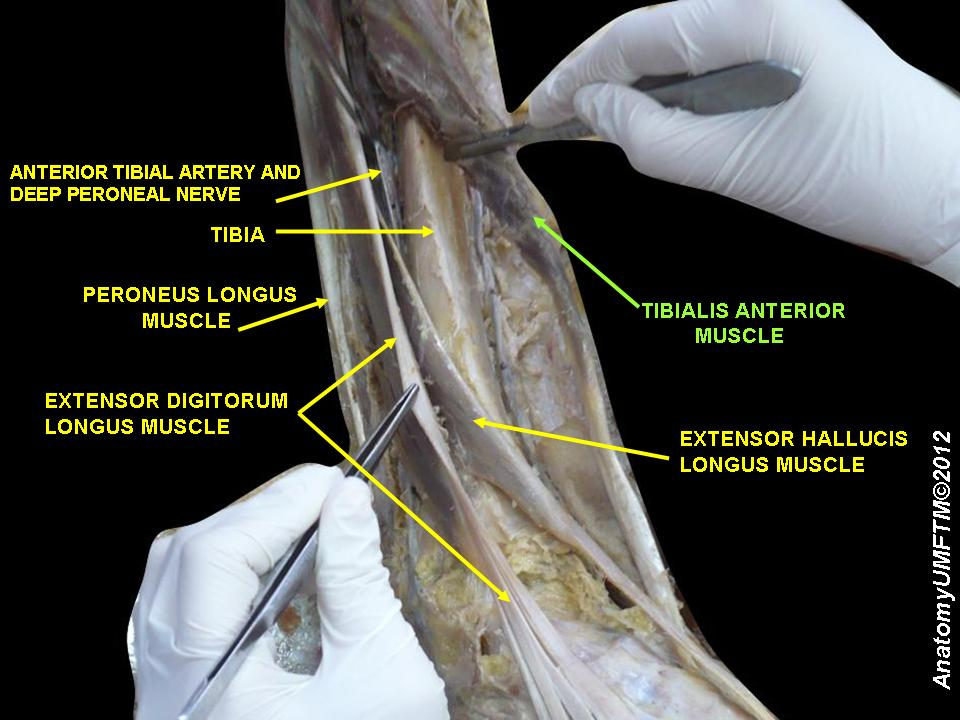
Músculo tibial anterior.
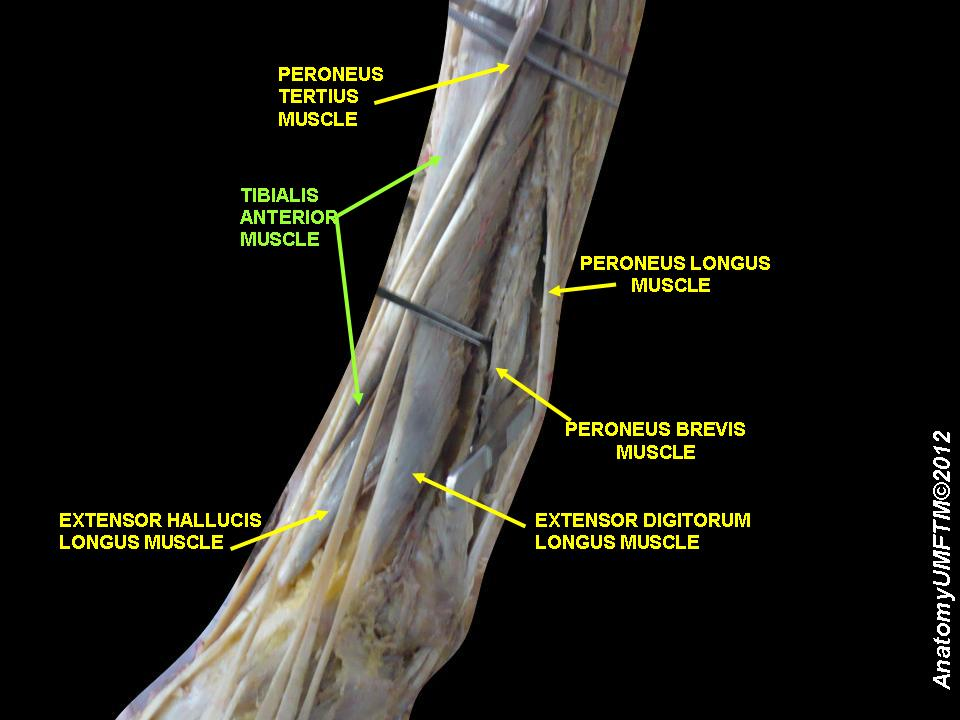
Músculo tibial anterior.